# Романченко, Александр Алексеевич
Александр Алексеевич Романченко (18 сентября 1934 г. — 16 декабря 2004 г.) — главный конструктор Уральского автомобильного завода (1969—1994).Профессор, преподавал на кафедре «Автомобили и тракторы» — Челябинский политехнический институт (ЮУрГУ), много лет был председателем дипломной комиссии АТ, ЧПИ.

## Биография
Родился в с. Ермаковка, Урицкого р-на, Кустанайской области. Родители: отец — Романченко Алексей Афанасьевич, работал комбайнёром в совхозе, мать — Романченко(Гончар) Мария Ивановна — домохозяйка; оба родились уже в Ермаковке. А вот дедушки и бабушки переселились в Казахстан — «на целину» — из Черниговской губернии (Столыпинская аграрная реформа , 1906—1913 г.г.).
В семье было четверо детей, Александр — старший. В школу пошел в пгт Урицкий. Преподавателями в школе (в частности) были сосланные в Казахстан  русские немцы . Например, немецкий язык в школе преподавала Вольф Эдит Робертовна — жена расстрелянного в Ленинграде инженера Невского машиностроительного завода (Невский завод), коренная петербурженка. Вот она-то и оказала огромное влияние на успехи ученика глубоко провинциальной школы, тем более, что её сын был другом Саши. Александр окончил школу с золотой медалью и поехал поступать в Челябинский политехнический институт (сейчас  Южно-Уральский государственный университет ) на факультет «Автомобили и тракторы»; по пути — в Кустанае — впервые увидел поезд, в Челябинске — трамвай. ЧПИ закончил в 1956 г. с отличием, получив распределение в г. Миасс на  Уральский автомобильный завод .

## УралАЗ
Приехав в Миасс по направлению, поступил инженером-конструктором в СКБ (специальное конструкторское бюро). Работал в группе под началом И. Б. Шапшал. С 1961 г, будучи уже инженером-конструктором первой категории, возглавил КБ автопоездов. С 1964 г. — начальник КБ трансмиссий. В 1969 г. бывший гл.конструктор Титков А. И. был переведён в Москву в Минавтопром, рекомендовав А.А Романченко на своё место. Таким образом, в должности главного конструктора УралАЗа — Александр Алексеевич отработал ровно 25 лет до выхода на пенсию в 1994 году. Но и став пенсионером, он не оставил завод, новая должность до 2004 года — главный инженер маркетингового центра — тех. советник ген. директора ТД « АвтоУрал». Конечно, это «номинальные должности», но такова, увы, была динамика жизни на тот момент.
Внес большой вклад в разработку новых автомобилей и их модификаций. Это: Урал — 375, Урал — 377С, «снегоболотоход» (Урал — 5920), ну и, конечно, Урал — 4320, призванный стать родоначальником нового семейства заводских автомобилей с дизельным двигателем; этот автомобиль до сих пор выпускается на УралАЗе. Под его руководством были проведены конструкторско — экспериментальные работы по семейству автомобилей «Суша», начат выпуск автомобиля Урал — 5557 («сельхозник»), создано шасси большой грузоподъемности, на которое стало возможным установить различное спецоборудование, как гражданского, так и военного назначения. Большое внимание в УГК (управление главного конструктора)уделялось работам по снижению веса машин, экономии металла, улучшению технико — экономических показателей.
Уральские автомобили верой и правдой служили и служат в советской, а теперь уже, — в российской армии. Поэтому не удивительно, что конструкторы всегда тесно работали в контакте с военными, в том числе, и с военными представителями из тогдашней ГДР , которые были частыми гостями на автозаводе. Да и в командировки приходилось выезжать неоднократно; вот тут-то — немецкий язык был весьма кстати.
Автор более чем пятидесяти печатных работ, 20 авторских свидетельств на изобретения, 5 патентов на промышленные образцы, 12 изобретений внедрены в производство. Отмечен золотой и серебряной медалями  ВДНХ  СССР. Занесен в Книгу Почета Автотракторного факультета ЧПИ (ЮУрГУ).
Двадцать пять лет возглавлял конструкторскую службу автозавода Александр Алексеевич, воспитав немало хороших специалистов и руководителей, многие из которых и сейчас работают на автозаводе.
Скоропостижно скончался 16.12.2004.
Похоронен на Градском кладбище г. Челябинска рядом с женой.